# Lovestrong
Lovestrong — дебютний студійний альбом американської співачки Крістіни Перрі. Реліз відбувся 10 травня 2011 року.

## Список композицій
| Стандартне видання | Стандартне видання | Стандартне видання                      | Стандартне видання |
| #                  | Назва              | Композитор(и)                           | Тривалість         |
| ------------------ | ------------------ | --------------------------------------- | ------------------ |
| 1.                 | «Bluebird»         | Крістіна Перрі                          | 3:49               |
| 2.                 | «Arms»             | Перрі                                   | 4:21               |
| 3.                 | «Bang Bang Bang»   | Перрі, Drew Lawrence, Barrett Yeretsian | 3:05               |
| 4.                 | «Distance»         | Перрі, Девід Ходжес                     | 3:56               |
| 5.                 | «Jar of Hearts»    | Перрі, Lawrence, Yeretsian              | 4:06               |
| 6.                 | «Mine»             | Перрі                                   | 3:33               |
| 7.                 | «Interlude»        | Перрі, Ходжес                           | 0:50               |
| 8.                 | «Penguin»          | Перрі, John Anderson                    | 4:36               |
| 9.                 | «Miles»            | Перрі, Hodges, Greg Kurstin             | 4:04               |
| 10.                | «The Lonely»       | Перрі, Hodges                           | 3:53               |
| 11.                | «Sad Song»         | Перрі                                   | 4:29               |
| 12.                | «Tragedy»          | Перрі, Nick Perri                       | 4:39               |

| Перевидання 2012-го (бонусний трек) | Перевидання 2012-го (бонусний трек) | Перевидання 2012-го (бонусний трек) | Перевидання 2012-го (бонусний трек) |
| #                                   | Назва                               | Композитор(и)                       | Тривалість                          |
| ----------------------------------- | ----------------------------------- | ----------------------------------- | ----------------------------------- |
| 13.                                 | «Distance» (із Джейсоном Мрезом)    | Перрі, Hodges                       | 3:54                                |

| Розширене видання (бонусні треки) | Розширене видання (бонусні треки)                | Розширене видання (бонусні треки) | Розширене видання (бонусні треки) |
| #                                 | Назва                                            | Композитор(и)                     | Тривалість                        |
| --------------------------------- | ------------------------------------------------ | --------------------------------- | --------------------------------- |
| 13.                               | «Distance» (із Джейсоном Мрезом) (лише у iTunes) | Перрі, Hodges                     | 3:54                              |
| 14.                               | «Backwards»                                      | Перрі, Anderson                   | 5:20                              |
| 15.                               | «Black + Blue»                                   | Перрі                             | 4:00                              |
| 16.                               | «My Eyes»                                        | Перрі                             | 4:16                              |
| 17.                               | «Jar of Hearts» (music video)                    | Перрі, Lawrence, Yeretsian        | 4:18                              |
| 18.                               | «Arms» (music video)                             | Перрі                             | 4:17                              |

## Чарти
| Чарт (2011—2012)                                   | Позиція |
| -------------------------------------------------- | ------- |
| Австралія Australian Albums (ARIA)                 | 5       |
| Австрія Austrian Albums (Ö3 Austria Top 40)        | 7       |
| Канада Canadian Albums (Billboard)                 | 9       |
| Фінляндія Finnish Albums (Suomen virallinen lista) | 25      |
| Німеччина German Albums (Offizielle Top 100)       | 8       |
| Ірландія Irish Albums (IRMA)                       | 5       |
| Нова Зеландія New Zealand Albums (RMNZ)            | 27      |
| Польща Polish Albums (ZPAV)                        | 62      |
| Португалія Portuguese Albums Chart                 | 11      |
| Шотландія Scottish Albums (OCC)                    | 9       |
| Південна Корея South Korean Albums (Gaon)          | 87      |
| Швейцарія Swiss Albums (Schweizer Hitparade)       | 6       |
| Велика Британія UK Albums (OCC)                    | 9       |
| США Billboard 200                                  | 4       |

## Продажі
| Країна                | Сертифікат | Сертифікація (таблиця продажів та сертифікатів) |
| --------------------- | ---------- | ----------------------------------------------- |
| Австралія (ARIA)      | Золото     | +60,000                                         |
| Ірландія (IRMA)       | Платина    | +50,000                                         |
| Велика Британія (BPI) | Золото     | +250,000                                        |
| США (RIAA)            | Платина    | +1,000,000                                      |